# Ортогональное дополнение
Ортогональное дополнение подпространства {\displaystyle W} векторного пространства {\displaystyle V} с билинейной формой {\displaystyle B} — это множество всех векторов {\displaystyle V}, ортогональных каждому вектору из {\displaystyle W}. Это множество является векторным подпространством {\displaystyle V}, которое обычно обозначается {\displaystyle W^{\bot }}.
Это ортогональное дополнение есть важный частный случай общего прямого топологического дополнения, которое не обязано быть ортогональным исходному подпространству.

## Определение
Пусть {\displaystyle V} — векторное пространство над полем {\displaystyle F} с билинейной формой {\displaystyle B}. Вектор {\displaystyle u} ортогонален слева вектору {\displaystyle v}, а вектор {\displaystyle v} ортогонален справа вектору {\displaystyle u} тогда и только тогда, когда {\displaystyle B(u,v)=0.} Левое ортогональное дополнение подпространства {\displaystyle W^{\bot }} — это множество векторов, ортогональных слева каждому вектору {\displaystyle W}, то есть
{\displaystyle W^{\bot }=\left\{x\in V:B(x,y)=0\;\forall y\in W\right\}.}
Аналогичным образом определяется правое ортогональное дополнение. Для симметричной или кососимметричной билинейной формы {\displaystyle B(u,v)=0\Leftrightarrow B(v,u)=0,} поэтому определения левого и правого ортогонального дополнения совпадают.
Определение можно перенести на случай свободного модуля над коммутативным кольцом.

## Свойства
- Ортогональное дополнение является подпространством, то есть замкнуто относительно сложения векторов и умножения на элемент поля.
- Если {\displaystyle X\subseteq Y}, то {\displaystyle Y^{\bot }\subseteq X^{\bot }.}
- Радикал билинейной формы является подпространством любого ортогонального дополнения.
- {\displaystyle W\subseteq (W^{\bot })^{\bot }.}
- Если форма {\displaystyle B} является невырожденной, а пространство {\displaystyle V} конечномерно, то {\displaystyle \mathrm {dim} \;W+\mathrm {dim} \;W^{\bot }=\mathrm {dim} \;V.}
- Если же {\displaystyle V} — конечномерное евклидово пространство и {\displaystyle B} — скалярное произведение (или же унитарное пространство и эрмитово скалярное произведение соответственно), то для любого подпространства {\displaystyle W\subseteq V} {\displaystyle V} разлагается в прямую сумму {\displaystyle W} и {\displaystyle W^{\bot }.}[2]

## Пример
Пусть {\displaystyle V} — двумерное пространство с базисом {\displaystyle e_{1},e_{2}}, и матрица билинейной формы в этом базисе имеет вид {\displaystyle {\bigl (}{\begin{smallmatrix}0&1\\1&0\end{smallmatrix}}{\bigr )}.} Тогда ортогональное дополнение подпространства, натянутого на вектор {\displaystyle ae_{1}+be_{2}} — это множество таких векторов {\displaystyle xe_{1}+ye_{2},} что {\displaystyle ay+bx=0.} Например, ортогональное дополнение пространства, натянутого на вектор {\displaystyle e_{1}}, совпадает с ним самим, тогда как ортогональное дополнение {\displaystyle \langle e_{1}+e_{2}\rangle } натянуто на вектор {\displaystyle e_{1}-e_{2}}.